# Autoportante
Se llaman autoportantes a aquellos productos que son capaces de soportar todo el peso del apilamiento sin sufrir ningún deterioro. Por lo general, son autoportantes los productos que van envasados en latas, botes o botellas y todos los que, por su forma y dimensiones, se pueden apilar superponiéndose, de modo que se colocan unos encima de otros.
Lo contrario son los productos no portantes (bollería, snacks, cerámica, cristalería, etc.) existiendo una tercera clasificación más ambigua y discutible constituida por los productos semiportantes, es decir, aquellos que solo pueden soportar parcialmente el peso del apilamiento.
- Datos: Q5712741